# Vernon Mwaanga
Vernon Johnson Mwaanga (* 25. Juni 1944) ist Politiker in Sambia. Africa Database nennt als seinen Geburtstag den 25. Juni 1944, Geocities das Jahr 1939, was in wissenschaftlicher Literatur im Gegensatz zum anderen nicht bestätigt wird.

## Ausbildung
Vernon Mwaanga war der Sohn der tief gläubigen Lehrerin Rebecca Mweemba Mwaanga und ihres Mannes. Sie gehörten zur Tonga-Ethnie aus der Gegend um Choma. Mwaanga besuchte das Hodgson College in Lusaka, die Stanford University in den USA und die University of Oxford  im Vereinigten Königreich.

## Funktionen und Tätigkeiten
Vernon Mwaanga wurde 1964 mit 21 Jahren Hoher Kommissar im Vereinigten Königreich bis 1965, danach Botschafter in der Sowjetunion 1965 bis 1966 und dann Vertreter Sambias bei den Vereinten Nationen – andere Quellen schreiben: Hoher Kommissar in Guyana, Trinidad und Tobago, Barbados und Jamaika 1968 bis 1972.
Danach wechselte er zur Presse und arbeitete als Chefredakteur der Times of Zambia 1972 bis 1973. 1973 kehrte er als Außenminister in die Politik zurück und amtierte bis 1975. Ab 1976 arbeitete er an prominenter Stelle in verschiedenen Vorständen sambischer Firmen bis 1985. Er wurde in diesem Jahr verhaftet und des Drogenhandels beschuldigt. Tatsächlich wollte die United National Independence Party, der Freiheitskämpfer mehr lagen, die vermeintlichen „Technokraten“ ausschalten. Danach betrieb er weiter erfolgreich Geschäfte.
Im Jahre 1991 ernannte ihn Frederick Chiluba erneut zum Außenminister, was er bis 1994 blieb. Er war dann Nationaler Sekretär des Movement for Multiparty Democracy. Am 18. Juni 2006 ernannte ihn der Präsident Levy Mwanawasa zum Informations- und Medienminister, mithin zum Regierungssprecher. Faktisch wurde er damit sein Wahlkampfmanager und führte auch das Wahlkampagnenkomitee des MMD. In diesem Amt wurde Vernon Mwaanga nach den Wahlen in Sambia 2006 im Oktober bestätigt. In die Nationalversammlung Sambias wurde er 2006 gewählt.
Die Presse in Simbabwe bezeichnete Vernon Mwaanga unlängst als leading light im MMD. Er galt einem US-Magazin schon zur Zeit von Kenneth Kaunda als später einmal möglicher Präsident Sambias. Am National Institute for Public Administration führte Mwaanga eine Diplomatenausbildung ein, was auf eine Professionalisierung und eine Steigerung der Effektivität der Politik in Sambia hinweist und die Bedeutung von Parteiloyalität in Zukunft minderte.

## Privatleben
Vernon Mwaanga war mindestens dreimal verheiratet, wobei die letzte Ehefrau als Mesalliance galt.

## Schriften
- Vernon J. Mwaanga: An extraordinary life. Multimedia Publications, Lusaka 1982
- Vernon J. Mwaanga: The other society: a detainee’s diary. Fleetfoot Publishing Company Ltd., Lusaka 1986
- Vernon J. Mwaanga: The long sunset: my reflections, Fleetfoot, Lusaka 2008

| Personendaten    | Personendaten                                                     |
| ---------------- | ----------------------------------------------------------------- |
| NAME             | Mwaanga, Vernon                                                   |
| ALTERNATIVNAMEN  | Mwaanga, Vernon Johnson                                           |
| KURZBESCHREIBUNG | sambischer Politiker, Informations- und Medienminister von Sambia |
| GEBURTSDATUM     | 25. Juni 1944                                                     |